# Verbascum sinuatifolium
Verbascum sinuatifolium är en flenörtsväxtart som beskrevs av Hub.-mor.. Verbascum sinuatifolium ingår i släktet kungsljus, och familjen flenörtsväxter. Inga underarter finns listade i Catalogue of Life.